# Športovi s loptom
Športovi s loptom ili igre s loptom su športovi ili igre, koji sadrže loptu kao sastavni dio. Takvi športovi imaju svoja pravila, povijest i uglavnom su nepovezanoga porijekla.
Športovi s loptom mogu se podijeliti u nekoliko skupina:
- Športovi s palicom i loptom: bejzbol i kriket.
- Športovi s reketom i loptom: tenis, stolni tenis, skvoš i badminton.
- Športovi gdje se lopta drži rukom: rukomet, vaterpolo, ragbi, američki nogomet.
- Športovi gdje je cilj loptu ubaciti u gol ili koš: nogomet, košarka, hokej na ledu.
- Športovi s loptom i mrežom: odbojka ili odbojka na pijesku.
- Športovi s loptom gdje se "gađa cilj": kuglanje, golf, kriket, boćanje.

## Galerija
- Američki nogomet
- Hrvatski rukometaš Ivano Balić
- Vaterpolska utakmica
- Hrvatski tenisač Marin Čilić